# 賴安峰
賴安峰（英語：Ryan Peak），是南極洲的山峰，它位於葛拉漢地西岸的法利埃海岸，處於佩尼滕特峰以東1.9公里，以氣象學家命名，現時由南極條約體系管理。